# Pilori d'Aljubarrota
Le pilori d'Aljubarrota (en portugais : Pelourinho de Aljubarrota) se trouve dans la freguesia de São Vicente de Aljubarrota, du concelho d'Alcobaça, dans le district de Leiria, au Portugal.
Ce pilori manuélin construit au XVIe siècle se dresse sur la praça Pelourinho (appelée également largo do Pelourinho), au bord de la  rua Direita ; il est classé comme Imóvel de Interesse Público depuis 1933.

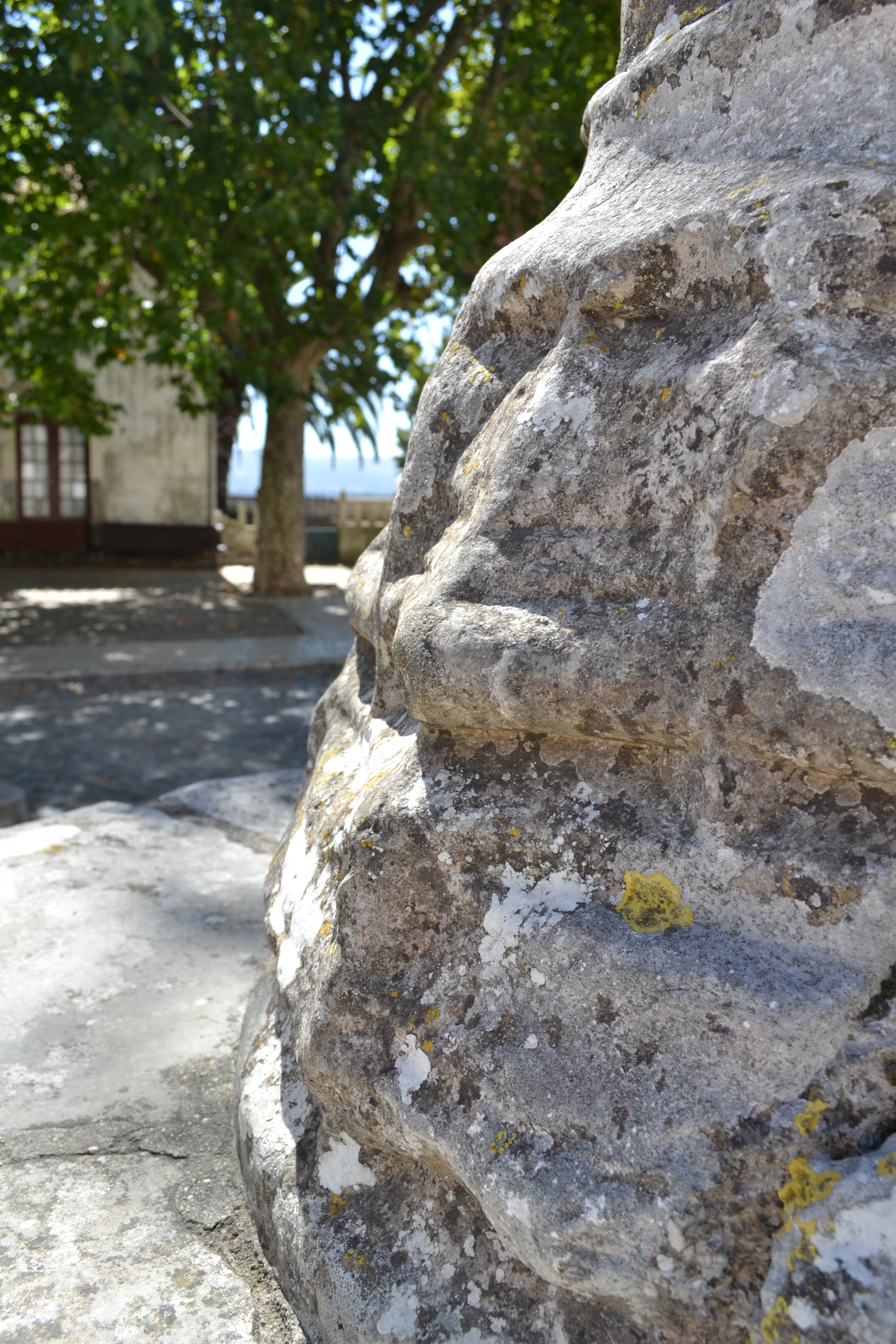
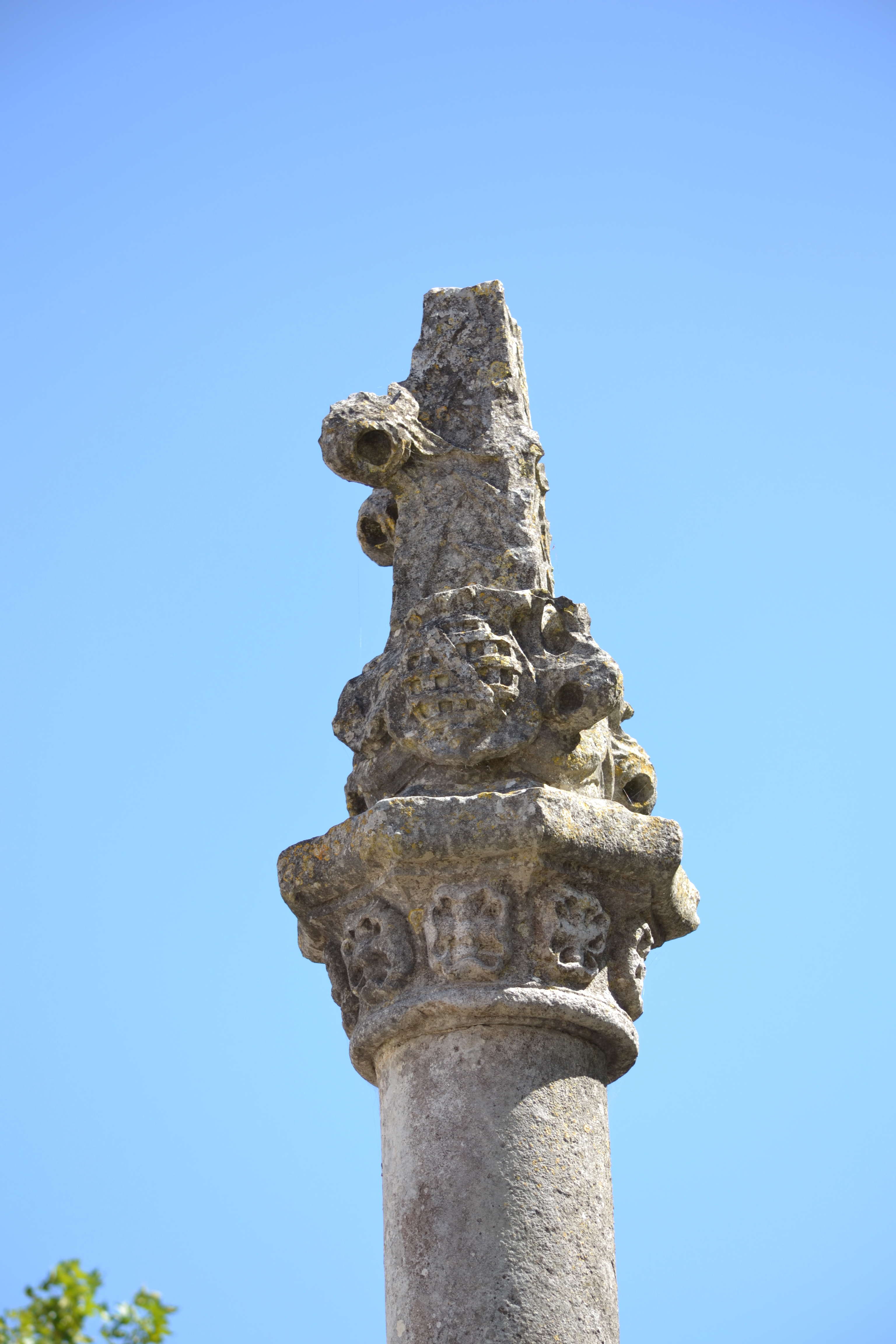

## Note et référence
1. ↑   (en + pt) DGPC, « Notice no 74417 », sur Património Cultural Imóvel.